# Adolf Dell
Adolf Dell (* 30. Juni 1890 in Karlsruhe; † 9. September 1977 in Düsseldorf) war ein deutscher Fußballspieler, Maler, Theater- und Filmschauspieler, Theaterregisseur, Bühnenbildner und Hörspielsprecher.

## Leben

### Fußballspieler
Dell gehörte von 1906 bis 1910 dem Karlsruher FV an, für den er als Torwart ab der Saison 1908 – aus der zweiten Mannschaft aufrückend, den langjährigen Torwart Fritz Langer ablösend – in den vom Verband Süddeutscher Fußball-Vereine organisierten Meisterschaften im Südkreis Punktspiele bestritt. Nach den beiden regionalen Erfolgen im Jahr 1910 (Südkreismeister und Süddeutscher Meister) wurde er mit dem Verein unter dem Trainer William Townley am 15. Mai in Köln, mit dem 1:0-Sieg n. V. über Holstein Kiel, auch Deutscher Meister, nachdem er zuvor auch das Viertel- und Halbfinale gegen den Duisburger SpV und den Titelverteidiger Karlsruher FC Phönix bestritten hatte. Aufgrund des Endspielerfolges wurde er mit einigen wenigen Mitstreitern 1921 auch zu deren Ehrenspielführer ernannt.

### Bildender Künstler
Um 1910 begann er ein Studium bei Wilhelm Trübner an der Kunstakademie Karlsruhe. Im Jahr 1917 ging Dell nach Düsseldorf und schloss sich der Künstlervereinigung „Junges Rheinland“ an. Später führte er mit Werner Gilles und Otto Pankok ausgedehnte Studienreisen durch und wurde Mitglied eines Künstlerkreises um die Galeristin Johanna Ey. Gert Wollheim, der ebenfalls der Vereinigung „Junges Rheinland“ angehörte, porträtierte ihn 1924. Dells erste Selbstbildnisse datieren 1918/1919. Adolf Uzarski, Arthur Kaufmann und Adolf de Haer zählten zu seinem Freundeskreis. Von 1928 bis 1932 war er Mitglied der Rheinischen Sezession, außerdem gehörte er der Rheingruppe an. Er war als Maler erfolgreich. Unter anderem erwarben die Kunstsammlungen der Stadt Düsseldorf seine Bilder. 1937 wurden in der Aktion „Entartete Kunst“ nachweislich fünf davon aus deren Sammlungen beschlagnahmt und zerstört. In seiner malerischen Hauptschaffensperiode zwischen 1930 und 1960 konzentrierte sich Dell auf Landschaftsmalerei, wobei er oft stille, zivilisationsferne Ansichten schuf. Ferner malte er Stillleben (Früchte, Blumen, Interieurs), die trotz vielfältiger stilistischer Experimente an gegenstandsgebundener Bildsprache festhalten, nach dem Zweiten Weltkrieg aber zunehmend spontaneren Ausdruck und aufgelockerte Konturen aufweisen. Nach dem Krieg gewann Farbe zunehmend an Eigenwert. In den 1950er Jahren gelangte er durch die Begegnung mit mediterraner Landschaft, vor allem in Form von Aquarellen, zu reduzierten Formen, die Natureindrücke in Geflechte von Farbfeldern übersetzen. Dells Skizzenbüchern zeigen Bühnenbilder und -szenen, Figurinen, Ballettskizzen und Rollenporträts und reflektieren die Verknüpfung von darstellender und bildender Kunst. Späte Arbeiten kennzeichnen eine stärkere, biografisch bedingte Tendenz zum Figurativen, der zudem ein erzählerischer Gestus eigen ist. Das Œuvre umfasst etwa 850 Gemälde, Aquarelle, Zeichnungen und Pastelle.

### Beschlagnahme von Werken durch die Nationalsozialisten
Im Jahr 1937 wurden unter anderem die nachfolgenden Tafelbilder durch die Nationalsozialisten als „Entartete Kunst“ aus den Kunstsammlungen der Stadt Düsseldorf beschlagnahmt und zerstört.
- Selbstbildnis (Öl auf Leinwand, um 1928)
- Dame im Liegestuhl (Aquarell)
- Stilleben (Aquarell)
- Südliche Landschaft (zwei Aquarelle)

### Darstellender Künstler
Adolf Dell wandte sich neben der Malerei auch dem Schauspielfach zu und kam durch Engagements als Schauspieler, Bühnenbildner und Regisseur am Schauspielhaus Düsseldorf von Louise Dumont und Gustav Lindemann sowie den Städtischen Bühnen Düsseldorf auch mit Gustaf Gründgens in Berührung. In der Ära der Intendanten Gustaf Gründgens und Karl Heinz Stroux zählte er zu dem Stammensemble des Düsseldorfer Schauspielhauses und galt in späteren Jahren als Doyen dieser Bühne. So trat er dort 1950 in den Dramen Der Familientag und Cocktailparty von T. S. Eliot jeweils in den Inszenierungen von Gustaf Gründgens und 1962 in Max Frischs Andorra auf. Er war zudem als Schauspiellehrer tätig und unterrichtete den Schauspieler Paul Esser, die Regisseure Michael Koch und Hanno Lunin sowie den Schriftsteller Günter Lanser.
Er wirkte auch in Film- und Fernsehproduktionen mit. Darunter befanden sich die Spielfilme Silvesternacht am Alexanderplatz aus dem Jahr 1939 von Richard Schneider-Edenkoben mit Hannes Stelzer, Carl Raddatz und Jutta Freybe, 1951 Sündige Grenze in der Regie von Robert A. Stemmle mit Dieter Borsche, Inge Egger und Peter Mosbacher und 1956 Wenn wir alle Engel wären von Günther Lüders mit Marianne Koch, Dieter Borsche und Hans Söhnker. Große Popularität erlangte er jedoch mit der Rolle des Franz Buchner in der achtteiligen Fernsehserie des Südwestfunks Der Forellenhof. Neben ihm spielten unter anderem Hans Söhnker, Jane Tilden, Tilly Lauenstein und Gerhart Lippert. Seine letzte Rolle verkörperte er in einer Folge der Serie Die Kramer mit Barbara Rütting, Franz-Otto Krüger und Ursula Ludwig.

### Hörspielsprecher
Adolf Dell arbeitete auch als Hörspielsprecher und war überwiegend in Produktionen des Nordwestdeutschen Rundfunks (NWDR) bzw. später des Westdeutschen Rundfunks (WDR) zu hören.

### Privates
Adolf Dell war mit der Schauspielerin Marianne Dell verheiratet. Aus der Ehe ging die gemeinsame Tochter Raphaela hervor.

## Filmografie (Auswahl)
- 1939: Silvesternacht am Alexanderplatz
- 1951: Sündige Grenze
- 1955: Du darfst nicht länger schweigen
- 1956: Wenn wir alle Engel wären
- 1962: Vor Sonnenuntergang (Theateraufzeichnung für das Fernsehen)
- 1963: Der Fall Sacco und Vanzetti (Fernsehfilm)
- 1965–1966: Der Forellenhof (Fernsehserie, 8 Folgen)
- 1967: Die Mohrin (Fernsehfilm)
- 1967: Bäume sterben aufrecht (Fernsehfilm)
- 1967: In Lemgo 89
- 1969: Die Kramer (Fernsehserie, Folge Ein hoffnungsloser Fall)

## Hörspiele (Auswahl)
- 1950: Der Familientag (zwei Teile) – Regie: Wilhelm Semmelroth
- 1950: Die Geschwister Cremerius – Regie: Wilhelm Semmelroth
- 1950: Die Brücke der Gerechtigkeit – Regie: Ludwig Cremer
- 1950: Die Bürger von Bethlehem – Regie: Ludwig Cremer
- 1950: Kleinpaul entdeckt einen Tizian – Regie: Ludwig Cremer
- 1951: Der unbekannte Befehl – Regie: Wilhelm Semmelroth
- 1951: Die Cocktail Party (zwei Teile) – Regie: Wilhelm Semmelroth
- 1951: Mr. Peters ist besessen – Regie: Edward Rothe
- 1951: Gottes Utopia – Regie: Wilhelm Semmelroth
- 1951: Der Totentanz – Regie: Ludwig Cremer
- 1951: Die Tulpenkomödie – Regie: Raoul Wolfgang Schnell
- 1952: Der gläserne Berg – Regie: Kurt Meister
- 1952: Der arme Mensch – ein Weg aus Fehltritten und Unvermeidlichkeiten – Regie: Raoul Wolfgang Schnell
- 1952: Das göttliche Erbe (Folge aus der Reihe „Kampf gegen den Tod“) – Regie: Ludwig Cremer
- 1952: Das Jesuskind in Flandern – Regie: Ludwig Cremer
- 1953: Absender Bessie Wall – Regie: Raoul Wolfgang Schnell
- 1953: Goethe schreibt ein Hörspiel – Regie: Wilhelm Semmelroth
- 1953: Das einsame Haus – Regie: Franz Zimmermann
- 1953: Ich kannte die Stimme – Regie: Franz Zimmermann
- 1953: Die magische Kugel (Folge aus der Reihe „Kampf gegen den Tod“) – Regie: Ludwig Cremer
- 1953: Pilatus – Regie: Ludwig Cremer
- 1954: Eine Kuh und sechs Instanzen (Folge aus der Reihe „Neues aus Schilda“) – Regie: Raoul Wolfgang Schnell
- 1954: Venus macht lange Finger (Folge aus der Reihe „Neues aus Schilda“) – Regie: Raoul Wolfgang Schnell
- 1955: Maigret und die nette alte Dame – Regie: Raoul Wolfgang Schnell
- 1955: Das Haus am Hafen – Regie: Ludwig Cremer
- 1955: Du bist schön, meine Freundin (zwei Teile) – Regie: Ludwig Cremer
- 1955: Der Staatsstreich – Regie: Raoul Wolfgang Schnell
- 1957: König David – Regie: Gerhard F. Hering
- 1957: Christgeburt – Regie: Eduard Hermann
- 1959: Gordon Grantley (acht Teile) – Regie: Raoul Wolfgang Schnell
- 1960: General Quixotte (Theatermitschnitt) – Regie: Rudolf Steinboeck, Wilhelm Semmelroth (Funkregie)
- 1972: Schützt uns vor Mördern – Regie: Edward Rothe